# Tvøroyri
Tvøroyri é uma cidade das Ilhas Faroés, situada na parte norte do fiorde Trongisvágsfjørður, na ilha de Suðuroy. Constitui uma comuna com o mesmo nome, que inclui também as povoações de Froðba, a leste, Trongisvágur, a oeste, e Øravík, a sul.

## Descrição e história
Na cidade, encontram-se um porto moderno e diversas instalações de tratamento de peixe. Esta possui também infrastruturas de diversas índoles, tais como um hotel, hospedarias, um museu local, um hospital, uma escola, uma farmácia, supermercados, um estádio de futebol e uma igreja.

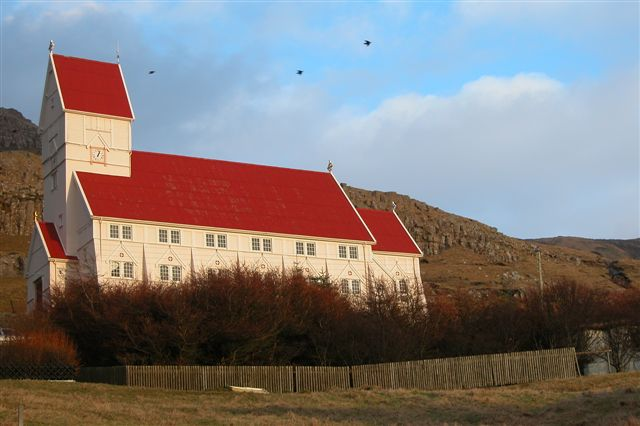
A igreja de Tvøroyri

A igreja de Tvøroyri ergue-se acima da cidade e pode ser vista a partir de pontos distantes. Foi construída na Noruega, em peças, e transferida para Tvøroyri, onde foi montada em 1907. A igreja antiga foi transferida para Sandvík.
No centro de Tvøroyri, logo acima do porto, encontra-se o "Hotel Tvøroyri". Entre o porto e o hotel, encontra-se uma praça coberta por pedras lisas. Antigamente, era seco peixe neste local. O real monopólio comercial dinamarquês possuía uma sucursal nesta área da ilha, tendo aí feito construir diversas casas antigas que ainda hoje existem, entre 1836 e 1856. A cidade foi na realidade fundada devido a essa sucursal.
Quando o monopólio foi abolido em 1856, foram fundadas diversas companhias privadas em Tvøroyri. Uma destas cresceu até se tornar uma das maiores do arquipélago, possuindo 20 sucursais e 30 navios.
Acima do porto, encontra-se o museu. Tvøroyri possui uma grande fábrica de filetes de peixe, que entrou em funcionamento em 1975.
A cidade possui um clube de futebol chamado Tvøroyrar Bóltfelag (TB) e um clube de remo chamado Tvøroyrar Ródrarfelag.

## Evolução demográfica da comuna
Número de habitantes da comuna de Tvøroyri, no dia 31 de dezembro de cada ano indicado:
- 1989: 2122
- 1995: 1831
- 2001: 1837
- 2002: 1867

A comuna de Tvøroyri é a maior de Suðuroy, no que diz respeito ao número de habitantes, e a quarta maior do arquipélago.

## Galeria

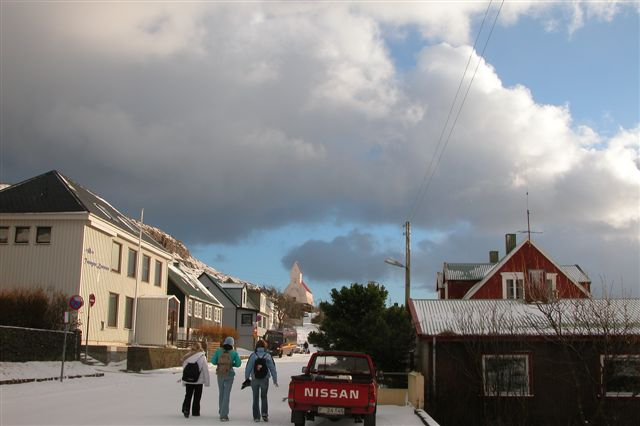
Tvøroyri no inverno de 2004
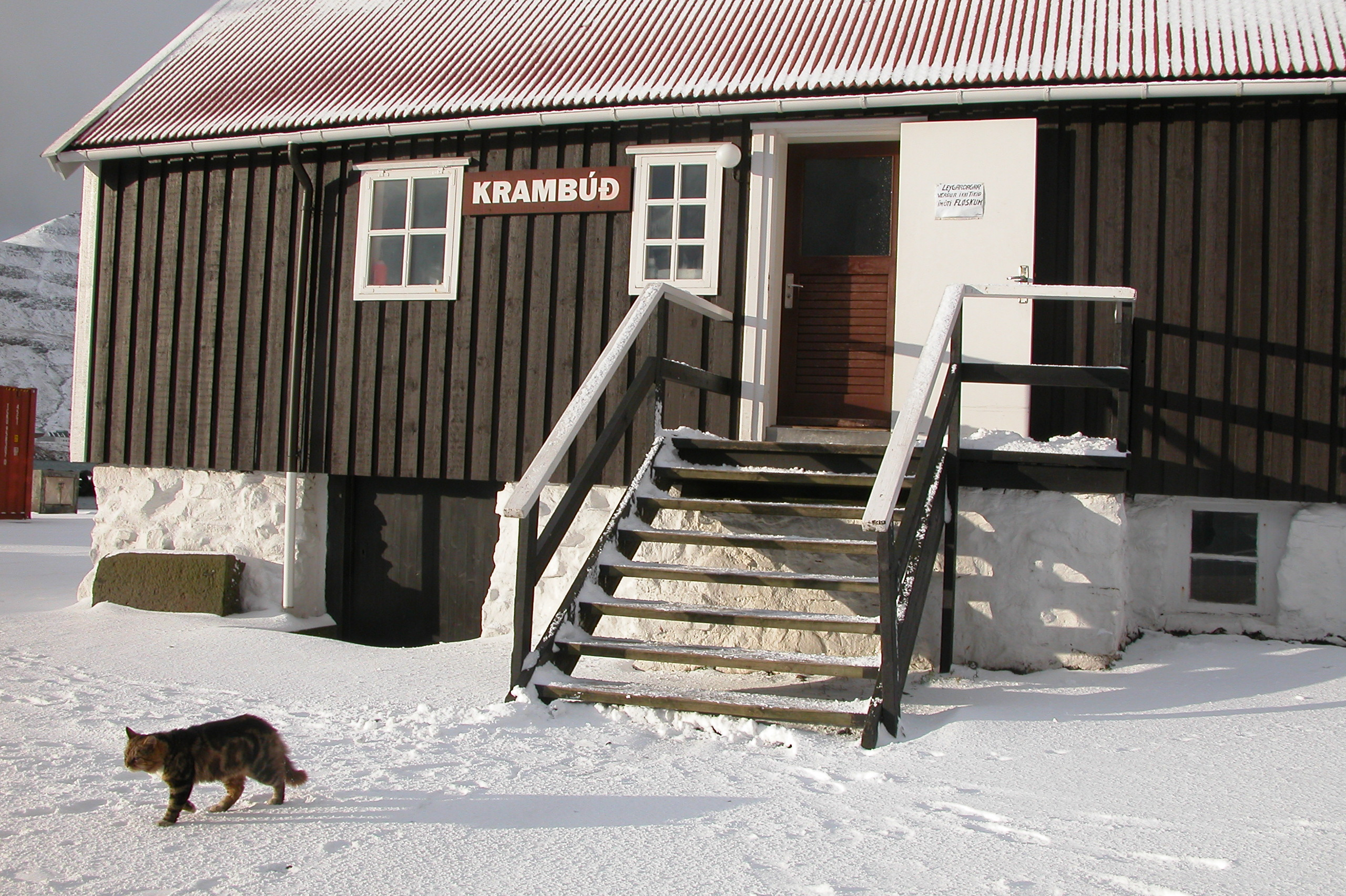
Lojinha em Tvøroyri
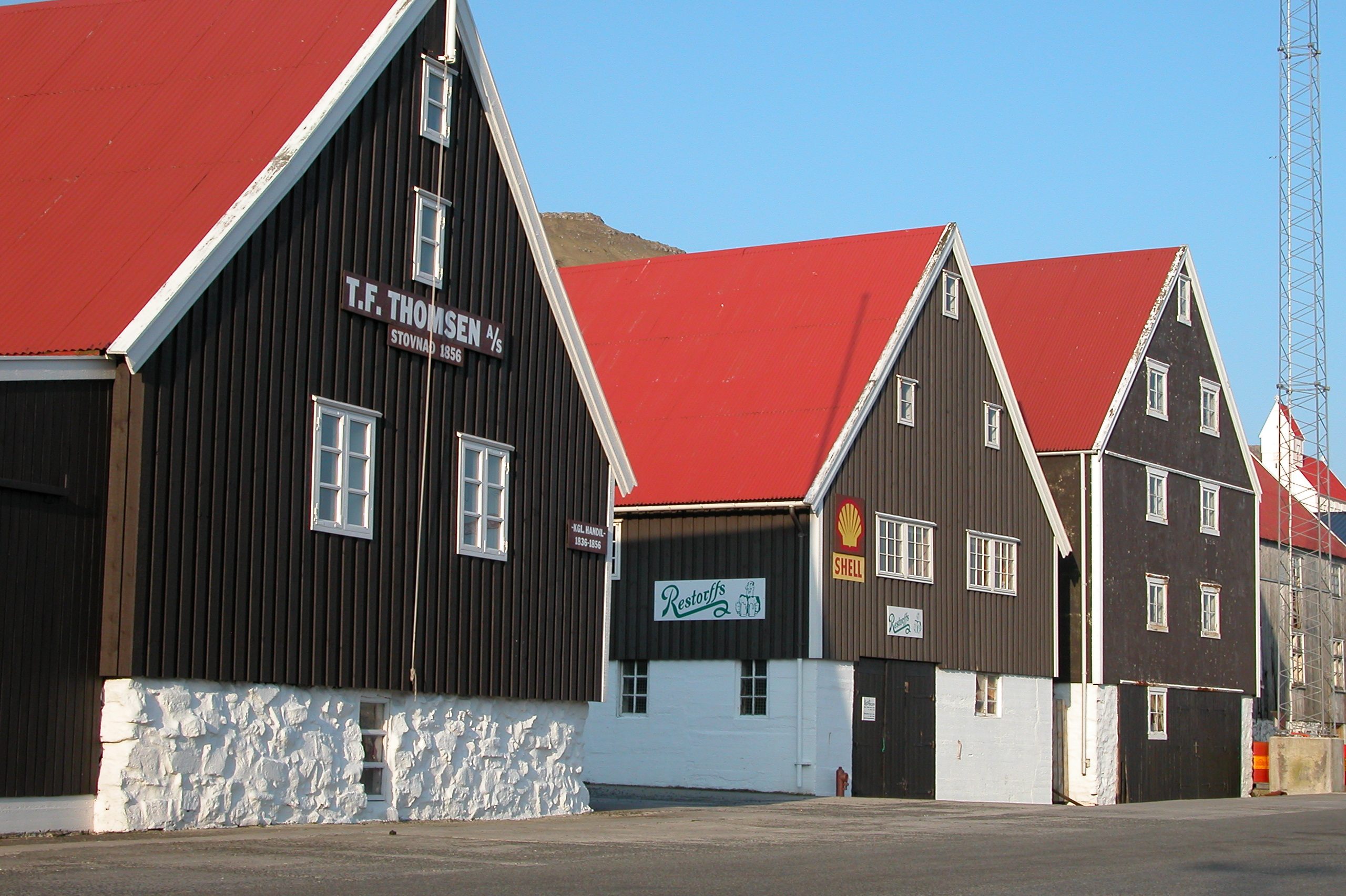
Lojas em Tvøroyri
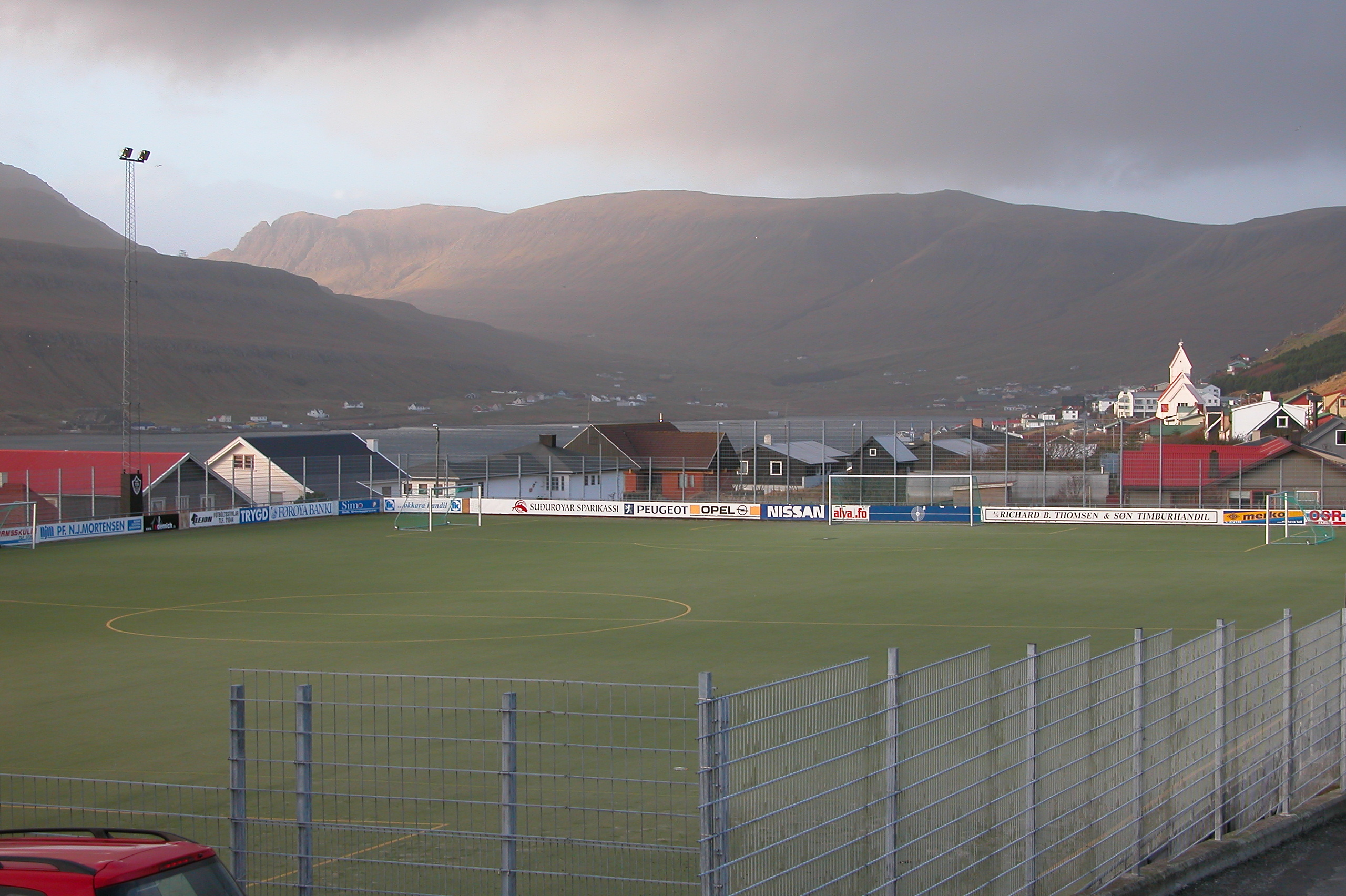
Estádio de futebol de Tvøroyri